# Saint-Gildas-des-Bois
Saint-Gildas-des-Bois település Franciaországban, Loire-Atlantique megyében. Lakosainak száma 3790 fő (2022. január 1.). Saint-Gildas-des-Bois Drefféac, Guenrouet, Missillac, Pontchâteau és Sévérac községekkel határos.

## Népesség
A település népessége az elmúlt években az alábbi módon változott:
| Lakosok száma | 2510 | 2997 | 3126 | 3273 | 3617 | 3751 | 3774 | 3769 | 3761 | 3790 |
|               | 1968 | 1982 | 1990 | 2006 | 2013 | 2015 | 2017 | 2019 | 2020 | 2022 |